# دهستان کله‌بوز غربی
کله‌بوز غربی یکی از دهستان‌های استان آذربایجان شرقی است که در بخش مرکزی شهرستان میانه واقع شده‌است.